# The Sexy Killer
Pour plus de détails, voir Fiche technique et Distribution.
The Sexy Killer (毒后秘史, Du hou mi shi) est un film hongkongais réalisé par Sun Chung et sorti en 1976. Il met en scène la star du cinéma d'exploitation Chen Ping affrontant un gang de narco-trafiquants.

## Histoire
Sexe, drogue et musique funky ou jazz-rock font des ravages au sein de la jeunesse de Xiāng-gǎng soumise aux influences pernicieuses de la culture occidentale dépravée promue par le colonisateur britannique. La sœur d'une des victimes de l'oppression impérialiste du prolétariat féminin, lasse de l'impuissance des autorités engluées dans un formalisme législatif désuet, décide de procéder personnellement à une élimination physique directe de divers délinquants impliqués dans des activités chimio-récréatives et génito-ludiques, accusés par elle d'être à l'origine de l'état d'addiction de la sus-dite et des conséquences psycho-sociales subséquentes à ce dernier. Elle est cependant elle-même l'enjeu d'une rivalité génito-amoureuse entre Deng Wei-pin, un policier quelque peu naïf surnommé "le Chasseur de dealers", et He Jing-ye, un jeune et brillant politicien engagé contre le trafic de drogue.

## Fiche technique
- Titre : The Sexy Killer
- Titre original : 毒后秘史 (Du hou mi shi)
- Réalisation : Sun Chung
- Scénario : I Kuang
- Photographie : Lam Nai-choi
- Son : Wang Yong-hua
- Montage : Chiang Hsing-lung
- Musique : Frankie Chan Fan-kei
- Société de production : Shaw Brothers
- Pays d'origine : Hong Kong
- Langue originale : mandarin
- Format : Couleurs - 2,35:1 - Mono - 35 mm
- Genre : violence féminine armée réactionnelle
- Durée : 87 min
- Date de sortie : 1976

## Distribution
- Chen Ping : Gao Wan-fei, une jeune infirmière prête à payer de sa personne pour lutter contre le commerce des substances récréatives illégales
- Szu Wei : He Jing-ye un jeune et brillant politicien
- Yueh Hua : Deng Wei-pin, un policier naïf peu respectueux de la procédure, amoureux malheureux de Wan-fei qui lui préfère le riche et influent He Jing-ye
- Mi Lan : Gao Wan-jing, sœur de Wan-fei, une jeune femme ayant cédé aux sirènes des substances récréatives illégales
- Angela Yu Chien : Margaret, une maquerelle
- Tin Ching : le chef Ma, un protagoniste du commerce des substances récréatives illégales